# Калиновка (Хомутовський район)
Кали́новка — село в Хомутовському районі Курської області. Адміністративний центр Калиновської сільради.

## Географія
Розташоване за 4 км на південний захід від районного центру, селища Хомутовка та за 170 км від Курська.

## Населення
| Чисельність населення | Чисельність населення |
| 2002                  | 2010                  |
| --------------------- | --------------------- |
| 1424                  | ↘1262                 |

## Транспорт
За 3 км на північний захід від села проходить автомагістраль М-3 «Україна».

## Заклади освіти
- Калиновський сільськогосподарський технікум[5]
- Калиновська середня загальноосвітня школа[6]
- Калиновський дитячий садок «Калинка»

## Пам'ятки села
- Бюст Микити Хрущова (скульптор Микола Томський))[7][8][9]. Відкритий у 2014 році.

## Культура
- Будинок культури[7].

## Відомі уродженці
- Хрущов Микита Сергійович — Перший секретар ЦК КПРС (1953—1964), Голова Ради Міністрів СРСР (1958 -1964), Герой Радянського Союзу, тричі Герой Соціалістичної Праці.